# السياسة الاقتصادية لإدارة باراك أوباما
كانت السياسة الاقتصادية التي انتهجتها إدارة باراك أوباما تتسم بالزيادات الضريبية المعتدلة على الأمريكيين من ذوي الدخول المرتفعة، التي وُضعت لتمويل إصلاح الرعاية الصحية، والحد من عجز الميزانية الفيدرالية، وتقليص فجوة التفاوت في الدخول. تضمنت فترة ولايته الأولى (2009 -2013) تدابير مصممة لمعالجة الركود الاقتصادي 2008 وأزمة الرهن العقاري، التي بدأت في عام 2007. شملت هذه التدابير حزمة تحفيز كبرى، وتنظيمات مصرفية، وإصلاحات شاملة في الرعاية الصحية. مع تحسن الاقتصاد واستمرار خلق فرص العمل أثناء فترة ولايته الثانية (2013- 2017)، سُمح للتخفيضات الضريبية التي أقرها بوش بالانتهاء بالنسبة لدافعي الضرائب الأعلى دخلًا، ونُفذ أيضًا حجز الإنفاق، بهدف خفض العجز إلى مستويات تاريخية معتادة. انخفض عدد الأشخاص الذين لا يتمتعون بتأمين صحي بمقدار 20 مليون شخص، ليصل إلى مستوى منخفض غير مسبوق كنسبة مئوية من السكان. بحلول نهاية فترة ولايته الثانية، كان كل من عدد الموظفين، والدخل الحقيقي لأسرة متوسطة، وسوق الأوراق المالية، والقيمة الصافية الحقيقية للأسر المعيشية، قد بلغوا مستويات قياسية، في حين كان معدل البطالة أقل بكثير من المتوسط التاريخي.

## لمحة عامة

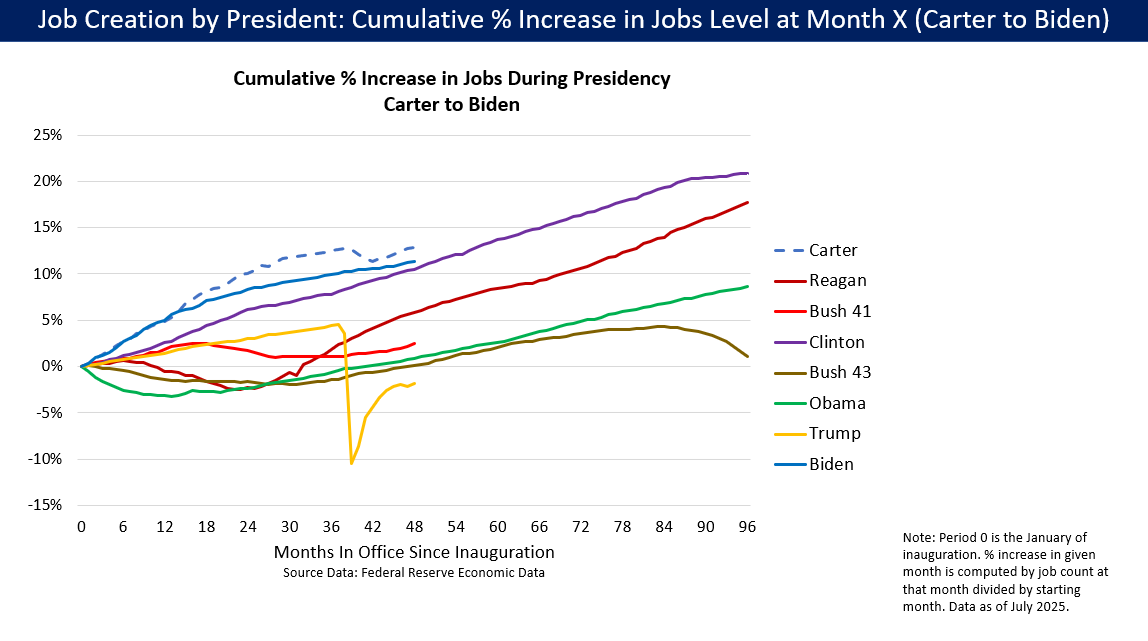
نمو الوظائف من قبل رئيس الولايات المتحدة، ويقاس كنسبة مئوية للتغير التراكمي

نُصب الرئيس أوباما في يناير 2009، في أوج الركود الاقتصادي الكبير والأزمة المالية الحادة التي بدأت في عام 2007. واصلت إدارته عمليات الإنقاذ المصرفي وإنقاذ صناعة السيارات التي بدأتها الإدارة السابقة، وأصدرت على الفور برنامجًا لتحفيز الاقتصاد بقيمة 800 مليار دولار، وهو قانون الانتعاش وإعادة الاستثمار الأمريكي لعام 2009، والذي تضمن مزيجًا من الإنفاق الإضافي وخفض الضرائب. بحلول شهر مارس 2010، بدأ القطاع الخاص في خلق فرص العمل بشكل ثابت كل شهر، وهو الاتجاه الذي استمر حتى نهاية فترة ولايته، في حين كان تعافي وظائف القطاع العام أبطأ بسبب خفض الميزانية.
تبع الرئيس أوباما قانون الرعاية الصحية الأمريكي لعام 2010، الذي يشار إليه عادةً باسم «أوباماكير». بحلول عام 2016، غطى القانون ما يقرب من 24 مليون شخص مع تأمين صحي من خلال مزيج من تبادلات الرعاية الصحية الحكومية وتوسيع المساعدة الطبية. خفّضت نسبة أولئك الذين لا يتمتعون بالتأمين الصحي من نحو 16% في عام 2010 إلى 9% بحلول عام 2015. طوال فترة ولايته، استمرت تكاليف الرعاية الصحية في الاعتدال. على سبيل المثال، ارتفعت أقساط الرعاية الصحية للذين يغطيهم أرباب العمل بنسبة 69% في الفترة من عام 2000 حتى عام 2005، ولكن بنسبة 27% فقط في الفترة من عام 2010 حتى عام 2015.
بحلول عام 2017، كان بوسع ما يقرب من 70% من أولئك المشمولين في تبادل سوق قانون الرعاية الصحية أن يشتروا التأمين بأقل من 75 دولارًا في الشهر بعد الإعانات. خضع قانون الرعاية الصحية للتقييم عدة مرات من قبل مكتب الميزانية التابع للكونغرس، الذي سجل التقييم باعتباره مُخفّضًا معتدلًا للعجز، إذ اشتمل على زيادات ضريبية في المقام الأول على دافعي الضرائب من ذوي الدخل المرتفع (أعلى 5% تقريبًا)، وخفض تكاليف الرعاية الطبية في المستقبل، للتعويض عن تكاليف الدعم. لم يصوت أي من الجمهوريين في مجلس النواب أو مجلس الشيوخ لصالح القانون.
لمعالجة التجاوزات في القطاع المصرفي والتي عجلت بالأزمة، وقّع أوباما على قانون دود فرانك لإصلاح وول ستريت وحماية المستهلك لعام 2010. حد هذا القانون من خوض المخاطر المصرفية، وعمل على إصلاح النظام التنظيمي الذي عفا عليه الزمن والذي لم يكن فعالًا في رصد القطاع المصرفي غير الإيداعي أو قطاع الظل المصرفي في قلب الأزمة، الذي تجاوز القطاع المصرفي التقليدي. أنشأ مكتب الحماية المالية للمستهلك أيضًا، غير أنه لم يفكك أكبر المصارف (التي ازدادت اتساعًا بسبب الاندماجات القسرية خلال الأزمة) أو يفصل الاستثمارات أو الأعمال المصرفية الإيداعية، مثلما فعل قانون غلاس ستيغال. لم يصوت لصالح القانون سوى عدد قليل من الجمهوريين في الكونغرس.
خلال العامين الأولين، حصل الرئيس أوباما على الأغلبية في مجلس النواب ومجلس الشيوخ، الذي تزامنت مع الدورة رقم 111 للكونغرس الأمريكي، والذي يعتبر أحد أكثر المؤتمرات إنتاجًا من حيث التشريع الذي مُرر منذ دورة الكونغرس التاسعة والثمانين، أثناء المجتمع العظيم الذي أطلقه الرئيس ليندون جونسون. غير أنه في انتخابات نوفمبر 2010، فاز الجمهوريون بأغلبية مجلس النواب وخفضوا الأغلبية الديمقراطية في مجلس الشيوخ. واجه بعدها انقسامًا وكونغرسًا جمهوريًا، ما جعل تشريعاته الاقتصادية تقتصر على المسائل المتعلقة بالميزانية بصورة رئيسية.
تسببت أزمة الركود الاقتصادي 2008 في هبوط عائدات الحكومة الفيدرالية إلى أدنى مستوياتها نسبة إلى حجم الاقتصاد في خمسين عامًا. في الوقت نفسه، تسببت نفقات شبكة الأمان (بما في ذلك عوامل الاستقرار التلقائية مثل تعويضات البطالة ومدفوعات العجز) وتدابير التحفيز في ارتفاع النفقات بشكل كبير. كان هذا سببًا في دفع عجز الميزانية إلى الارتفاع، الأمر الذي خلق مخاوف كبيرة بشأن الديون. نتج عن ذلك سلسلة من المناقشات المحتدمة مع الكونغرس الجمهوري.
وقّع الرئيس أوباما على قانون تخفيف أعباء دافعي الضرائب الأمريكي لعام 2012، والذي تضمن انتهاء فترة التخفيضات الضريبية التي أقرها بوش على أصحاب الدخول المرتفعة، ونفذ حجز الإنفاق على المؤسسة العسكرية وغير ذلك من فئات الإنفاق التقديرية. مقارنةً بخط الأساس الذي سمح فيه للتخفيضات الضريبية التي أقرها بوش أن تنتهي وفقًا للجدول الزمني المقرر في عام 2010 بالنسبة لكل مستويات الدخل، فإن هذا أدى إلى زيادة العجز في المستقبل إلى حد كبير. بالمقارنة بالسنوات السابقة، خفضت إلى حد كبير العجز وقلصت الزيادات المحدودة في التكاليف في المستقبل. كان هذا القانون والاقتصاد المتعافي سببًا في خفض العجز إلى المتوسط التاريخي نسبة إلى الناتج المحلي الإجمالي بحلول عام 2014.
مع تعافي الاقتصاد وتأخر التشريعات الكبرى الخاصة بالميزانية، بدأ الرئيس أوباما في التحول إلى أولوية أخرى، وهي التفاوت في الدخول والثروات. في الفترة بين عامي 1950 و1979، كان أعلى 1% يكسبون حصة تقارب 10% من الدخل. لكن ارتفعت هذه النسبة إلى 24% بحلول عام 2007، وذلك بسبب تركيبة من العولمة، والتشغيل الآلي، والتغيرات السياسية التي أضعفت موقف العامل التفاوضي نسبة إلى رأس المال (المالكين). أشار إلى فجوة الدخل متزايدة الاتساع باعتبارها «التحدي المصيري في عصرنا» خلال عام 2013. كانت الزيادات الضريبية التي أقرها على دافعي الضرائب من ذوي الدخول الأعلى سببًا في رفع المعدلات الضريبية الفعالة بداية من عام 2013، ما ساعد في معالجة التفاوت في الدخول بعد الضريبة، في حين ظل خلق فرص العمل قويًا.
ارتفع التفاوت في الثروة على نحو مماثل، مع ارتفاع حصة الثروة التي يمتلكها أعلى 1% من 24% في عام 1979 إلى 36% بحلول عام 2007. رغم ارتفاع صافي قيمة الأسر الأمريكية بنحو 30% من الذروة التي بلغتها قبل الأزمة في عام 2007 إلى عام 2016، فإن قدرًا كبيرًا من هذا المكسب ذهب إلى أكثر الأمريكيين ثراءً، كما كان قبل توليه منصبه. بحلول عام 2015، وصلت حصة الثروة التي يمتلكها أعلى 1% إلى 42%.
حاول الرئيس أوباما أيضًا معالجة التفاوت قبل الضرائب (الدخل السوقي على سبيل المثال)، مع الاستثمار في البنية التحتية لخلق وظائف الطبقة المتوسطة وزيادة الحد الأدنى للأجور بموجب تفويض فيدرالي. في حين هُزم الأخير من جانب الكونغرس الجمهوري، فإن العديد من الولايات زادت من الحد الأدنى للأجور، ويرجع هذا جزئيًا إلى دعمه. في أواخر عام 2015، أقر كل من مجلس النواب ومجلس الشيوخ، في هيئة نادرة من الحزبين الجمهوري والديمقراطي، أضخم حزمة من البنية التحتية في غضون عقد من الزمان، المتمثلة في قانون إصلاح النقل البري الأمريكي.
كانت التغيرات التراكمية في العديد من المتغيرات الاقتصادية من بداية ولايته في يناير 2009 إلى أواخر عام 2016 إنجازات مفصلة كما يلي: أسواق الأوراق المالية +180%، أرباح الشركات +112%، مبيعات السيارات +85%، أسعار المنازل +24%، الناتج المحلي الإجمالي الحقيقي +15%، عدد الوظائف +8%، وعدد الأمريكيين دون تأمين صحي -39%. في حين انخفض العجز الفيدرالي السنوي بنسبة 58%، فإن الدين الوطني ارتفع بنسبة 88%.